# Carlo Margottini (F592)
Virginio Fasan (F592) es una fragata clase FREMM en servicio de la Armada italiana. Fue construida por el programa de fragatas multipropósito FREMM.

## Historial operativo
Nave Margottini participó en la Operación Mare Nostrum en 2014; en febrero de 2015 participó en el ejercicio antisubmarino Smart Hunt, colaborando con la Armada alemana y en junio de 2016 la Unidad participó en una actividad del Equipo Naval con Unidades de la Armada de Estados Unidos, incluidas en la Flota Verde, proyecto de una empresa italiana. Iniciativa encaminada a desarrollar un combustible naval alternativo al combustible fósil para aumentar la capacidad energética y reducir las emisiones contaminantes. Desde el verano de 2018 al verano de 2019 participó en la Operación Eunavfor Somalia - Atalanta.
En el período comprendido entre septiembre de 2020 y mayo de 2021, la unidad participó en las operaciones Eunavfor Med - Irini, Mare Sicuro y Sea Guardian.
Del 17 de diciembre de 2021 al 4 de julio de 2022, el buque Carlo Margottini, como buque insignia, formó parte del Grupo Marítimo Permanente 2 de la OTAN (SNMG2), uno de los cuatro grupos navales que constituyen la fuerza naval permanente de la Alianza Atlántica (SNF) y en este contexto en la cuenca mediterránea también participó en el ejercicio antisubmarino Dynamic Manta 2022 y en el ejercicio multinacional Neptune Strike .
Del 3 al 28 de octubre de 2022, el barco Margottini participó en la segunda edición del ejercicio Mare Aperto 2022, el mayor evento de entrenamiento de la Armada italiana, en el que participaron fuerzas pertenecientes a 5 naciones de la OTAN, entre barcos, submarinos, aviones y helicópteros además de las unidades anfibias de la Brigada de Infantería de Marina San Marco, los asaltantes y buzos del COMSUBIN. La unidad concluyó su despliegue de otoño en el mar, realizando dos ejercicios de lanzamiento de misiles (Teseo MK 2/A y ASTER 30) y un ejercicio de lanzamiento de torpedos MU-90 TVE en el período comprendido entre el 7 de noviembre y el 14 de noviembre de 2022.
De enero a marzo de 2023, el barco Margottini llevó a cabo un período de agregación al Grupo Marítimo Permanente 2 de la OTAN (SNMG2), operando como parte de la Operación Noble Shield y al mismo tiempo brindando apoyo a la Operación Sea Guardian (OSG). Como parte de la operación, la unidad participó, un año más, en el ejercicio ASW avanzado Dynamic Manta 23, celebrado del 27 de febrero al 10 de marzo de 2023 frente a la costa de Sicilia, en el mar Jónico.
Desde el 21 de abril de 2023, la unidad zarpó de la base naval de La Spezia para participar en el ejercicio estadounidense 6.ª Flota Formidable Shield 2023 frente a las costas de las islas Hébridas (Escocia) y posteriormente continuar su despliegue en el marco del Litoral. Grupo Expedicionario 23 junto con el barco San Marco hasta principios de julio.